# Phoksumdotal

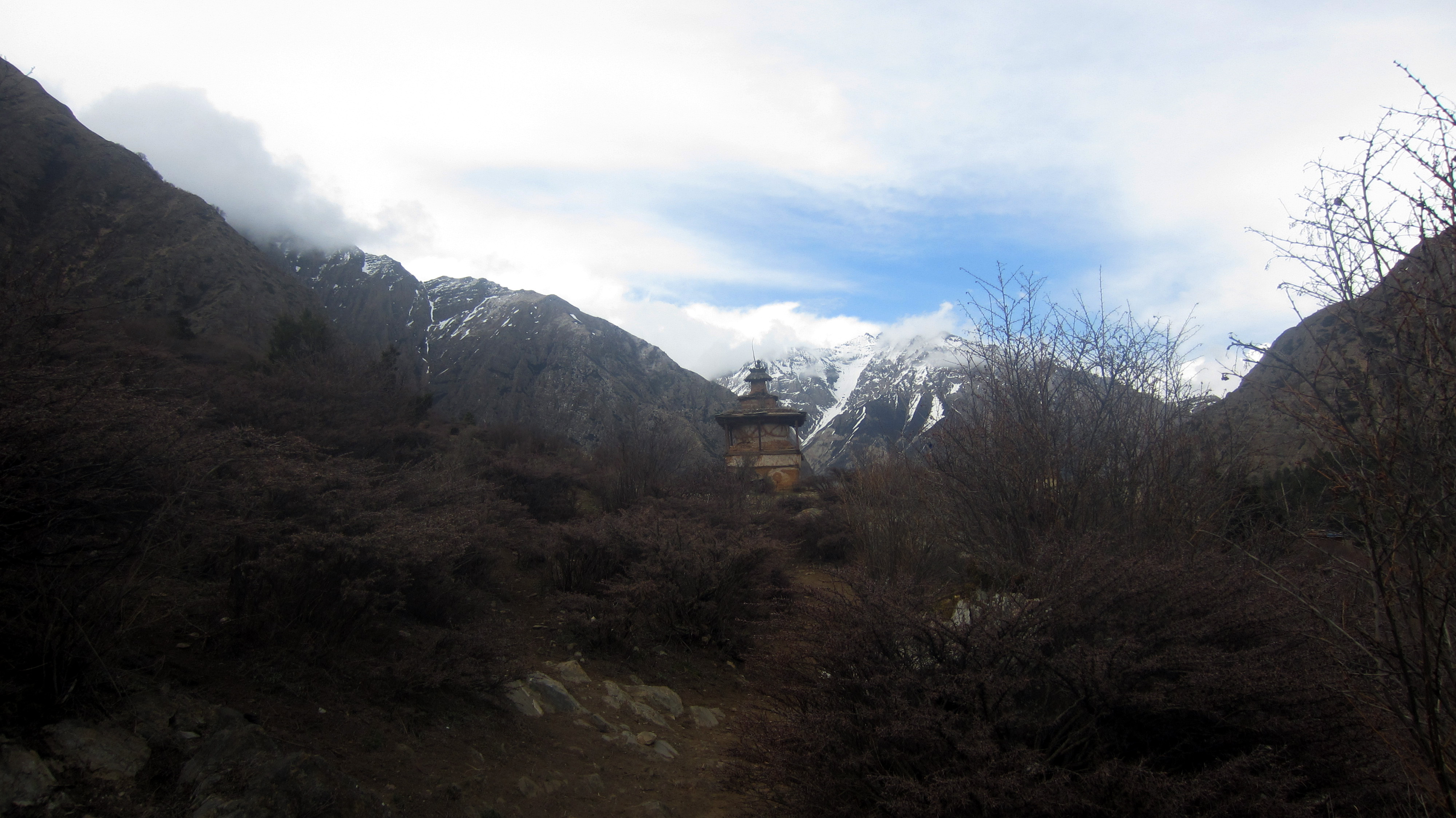
Świątynia w pobliżu jeziora Phoksumdotal

Phoksumdotal (nep. फोक्सुण्डो ताल, trl. Phoksumdotāl, ang. Phoksumdo Lake) – górskie, słodkowodne, oligotroficzne jezioro w Parku Narodowym Shey Phoksundo, w Nepalu. Położone jest ono na wysokości 3610 m n.p.m. i ma powierzchnię 494 hektarów. Ma głębokość 145 metrów. Phoksumdotal jest jeziorem osuwiskowym, a jego południowy brzeg stanowi naturalna zapora, na której obecnie zlokalizowana jest wieś Ringmo. Z krawędzi zapory spływa wodospad Suligad o wysokości 167 m n.p.m., przez niektóre źródła uznawany za najwyższy w Nepalu. 23 września 2007 roku jezioro zostało objęte ochroną w ramach konwencji ramsarskiej.

## Flora
Nad jeziorem Phoksumdotal stwierdzono występowanie 155 gatunków roślin okrytonasiennych, w tym zagrożonych wyginięciem gatunków Dactylorhiza hatagirea, Aconitum spicatum, Dioscorea deltoidea, Nardostachys jatamansi i Podophyllum hexandrum.

## Fauna
Nad jeziorem Phoksumdotal występują między innymi zagrożone wyginięciem irbisy śnieżne (Panthera uncia), piżmowcowate z gatunku Moschus chrysogaster, a także wilki szare (Canis lupus).

## Religia
Jezioro Phoksumdotal jest miejscem kultu dla buddystów i wyznawców tybetańskiej religii Bön. Na południowym brzegu jeziora zlokalizowanych jest ponad 20 stup, w których odmawiane są modlitwy. Na wschodnim brzegu istnieje natomiast buddyjska gompa.

## Zagrożenia
Do zagrożeń dla środowiska jeziora Phoksumdotal i jego okolic zalicza się nadmierny wypas zwierząt i zanieczyszczenia pochodzące z 42 gospodarstw domowych wsi Ringmo.